# Mongolië op de Olympische Zomerspelen 1964
Mongolië debuteerde op de Olympische Zomerspelen tijdens de Olympische Zomerspelen 1964 in Tokio, Japan. Het won geen enkele medaille.

## Deelnemers en resultaten
(m) = mannen, (v) = vrouwen 

### Atletiek
| Olympiër               | Discipline       | Resultaat | Prestatie                     |
| ---------------------- | ---------------- | --------- | ----------------------------- |
| Dulamyn Amarsanaa      | 400m (m)         | 107e      | serie 2: niet gestart         |
| Dulamyn Amarsanaa      | 800m (m)         | 42e       | serie 2: 7de in 1.56,3        |
|                        |                  |           |                               |
| Ramazangiin Aldaa-nysh | 400m (v)         | 22e       | serie 1: 8ste in 1.00,8       |
| Ramazangiin Aldaa-nysh | 800m (v)         | 22e       | serie 2: 7de in 2.21,1        |
| Dashzevgiin Namjilmaa  | kogelstoten (v)  | 22e       | kwalificatie: niet gestart    |
| Dashzevgiin Namjilmaa  | discuswerpen (v) | 17e       | kwalificatie: 17de met 44,55m |

### Schietsport
| Olympiër             | Discipline                       | Resultaat | Prestatie                       |
| -------------------- | -------------------------------- | --------- | ------------------------------- |
| Tüvdiin Tserendondov | 50m geweer 3 houdingen (m)       | 45e       | 1087 punten: (384-362-341)      |
| Lkhamjavyn Dekhlee   | 300m vrij geweer 3 houdingen (m) | 24e       | 1070 punten: (371-356-343)      |
| Tüdeviin Myagmarjav  | 50m pistool (m)                  | 70e       | 518 punten: (90-81-89-78-90-90) |

### Turnen
| Olympiër                 | Discipline               | Resultaat | Prestatie     |
| ------------------------ | ------------------------ | --------- | ------------- |
| Yanjingiin Baatar        | meerkamp individueel (m) | 94e       | 105,65 punten |
|                          |                          |           |               |
| Tsagaandorjiin Gündegmaa | meerkamp individueel (v) | 63e       | 71,631 punten |
| Yadamsürengiin Tuyaa     | meerkamp individueel (v) | 67e       | 69,965 punten |

### Wielersport
| Olympiër                                                                       | Discipline         | Resultaat | Prestatie      |
| ------------------------------------------------------------------------------ | ------------------ | --------- | -------------- |
| Yanjingiin Baatar                                                              | wegwedstrijd (m)   | 43e       | 4:39.51,77     |
| Luvsangiin Buudai                                                              | wegwedstrijd (m)   | 103e      | 5:01.57,00     |
| Luvsangiin Erkhemjamts                                                         | wegwedstrijd (m)   | 85e       | 4:39.51,83     |
| Choijiljavyn Samand                                                            | wegwedstrijd (m)   | DNF       | niet gefinisht |
| Yanjingiin Baatar Luvsangiin Buudai Luvsangiin Erkhemjamts Choijiljavyn Samand | ploegentijdrit (m) | 23e       | 2:48.55,57     |

### Worstelen
| Olympiër                   | Discipline  | Resultaat   | Prestatie |
| Vrije stijl                | Vrije stijl | Vrije stijl | Vrije stijl |
| -------------------------- | ----------- | ----------- | --- |
| Chimedbazaryn Damdinsharav | -52kg (m)   | 9e          | 1ste ronde: W van CEY Fernando 2de ronde: W van GER Neff 3de ronde: V van URS Aliyev 4de ronde: V van TUR Yanilmaz |
| Bazaryn Sükhbaatar         | -57kg (m)   | 14e         | 1ste ronde: V van AUS Auble 2de ronde: V van IND Singh                                                             |
| Baldangiin Sanjaa          | -63kg (m)   | 14e         | 1ste ronde: V van JPN Watanabe 2de ronde: W van PHI Senosa                                                         |
| Danzandarjaagiin Sereeter  | -70kg (m)   | 16e         | 1ste ronde: V van JPN Horiuchi 2de ronde: V van USA Ruth                                                           |
| Jigjidiin Mönkhbat         | -78kg (m)   | 7e          | 1ste ronde: W van AUS Boyle 2de ronde: W van ITA De Vescovi 3de ronde: W van IRL Feeney 4de ronde: V van TUR Oğan  |
| Khorloogiin Bayanmönkh     | -87kg (m)   | 11e         | 1ste ronde: W van PHI García 2de ronde: V van JPN Sasaki 3de ronde: V van GER Bauch                                |
| Ölziisaikhany Erdene-Ochir | -97kg (m)   | 16e         | 1ste ronde: V van GER Kiehl 2de ronde: V van SUI Jutzeler                                                          |
| Tserendonoin Sanjaa        | +97kg (m)   | 16e         | 1ste ronde: V van URS Ivanitsky 2de ronde: V van HUN Reznák                                                        |

Afghanistan · Algerije · Argentinië · Australië · Bahama's · België · Bermuda · Birma · Bolivia · Brazilië · Brits-Guiana · Bulgarije · Cambodja · Canada · Ceylon · Chili · Colombia · Congo-Brazzaville · Costa Rica · Cuba · Denemarken · Dominicaanse Republiek · Duits eenheidsteam · Ethiopië · Filipijnen · Finland · Frankrijk · Ghana · Griekenland · Groot-Brittannië · Hongarije · Hongkong · Ierland · IJsland · India · Irak · Iran · Israël · Italië · Ivoorkust · Jamaica · Japan · Joegoslavië · Kameroen · Kenia · Libanon · Liberia · Libië · Liechtenstein · Luxemburg · Madagaskar · Maleisië · Mali · Marokko · Mexico · Monaco · Mongolië · Nederland · Nederlandse Antillen · Nepal · Nieuw-Zeeland · Niger · Nigeria · Noord-Rhodesië · Noorwegen · Oeganda · Oostenrijk · Pakistan · Panama · Peru · Polen · Portugal · Puerto Rico · Roemenië · Senegal · Sovjet-Unie · Spanje · Taiwan · Tanganyika · Thailand · Trinidad en Tobago · Tsjaad · Tsjecho-Slowakije · Tunesië · Turkije · Uruguay · Venezuela · Verenigde Arabische Republiek · Verenigde Staten · Vietnam · Zuid-Korea · Zuid-Rhodesië · Zweden · Zwitserland